# Marcelle Martin
Marcelle Martin (* 19. August 1917 in Montreal; † 3. November 2014 ebenda) war eine kanadische Organistin, Pianistin und Musikpädagogin.

## Leben und Wirken
Marcelle Martin wurde im August 1917 im kanadischen Montreal geboren. Sie war eine von sieben Töchtern des Organisten, Pianisten und Musikpädagogen Alphonse Martin und seiner Ehefrau, der Organistin Corinne Boisvert (1887–1961). Ihre Eltern traten gelegentlich gemeinsam in Konzerten auf. Auch ihre Schwestern Gilberte (1910–1999), Magdeleine (1921–2015) und Raymonde (1923–2019) wählten Berufe im Bereich der Musik und waren als Musikerinnen und Musikpädagoginnen tätig.
Von ihrem Vater und ihrer älteren Schwester Gilberte wurde Marcelle Martin im Fach Klavier unterrichtet und setzte später bei Arthur Letondal ihre Ausbildung fort.
Bei Georges-Émile Tanguay nahm sie Unterricht in den Fächern Orgel und Harmonielehre. Im Jahr 1941 erhielt sie am Conservatoire de Musique du Québec ihr Diplom im Fach Orgel und gewann im selben Jahr den Prix d’Europe. Anschließend setzte sie zwischen 1941 und 1945 ihre Ausbildung in den Vereinigten Staaten fort, wo sie an der Juilliard School in New York bei Joseph Bonnet und Gaston Dethier studierte. In diesen Jahren war sie als Organistin an der St. Vincent de Paul Church in Manhattan tätig.
Nach ihrer Rückkehr nach Montreal hatte sie zahlreiche öffentliche Auftritte als Konzertorganistin; unter anderem trat sie in der Veranstaltungsreihe der nach den bekannten Orgelbauern Casavant Frères benannten Casavant-Gesellschaft auf. An der 1913 erbauten Casavant-Orgel der St-Viateur-Kirche in Outremont, die sie bereits 1938 als Studentin gespielt hatte, war sie als Nachfolgerin von Victoria Cartier 15 Jahre lang als Titularorganistin tätig. Im Jahr 1953 wurde sie Titularorganistin der St.-Joseph-Kirche in Mount Royal und hatte diese Funktion bis 1999 inne.
Sie war Solistin bei Radio Canada und trat mit dem Montreal Youth Symphony Orchestra und dem Orchestre symphonique de Montréal auf, insbesondere in Saint-Saëns’ Symphony No. 3 unter der Leitung von Zubin Mehta. Sie spielte auch das Poulenc-Konzert mit der Ethel Stark-Symphonietta.
An den Colleges St-Laurent und Ste-Thérèse (1949–1954), an der Université de Montréal (1967), am Conservatoire de musique du Québec (1970–1976) und am Conservatoire de Rimouski (1975–1976) war sie als Musikpädagogin tätig.
Marcelle Martin war mit dem Dirigenten Fernand Graton verheiratet. Aus dieser Ehe gingen ihr Sohn Gilles und die Tochter Danielle hervor. Marcelle Martin starb im November 2014 nach schwerer Krankheit im Alter von 97 Jahren.